# Lilia Mónica López Benítez
Lilia Mónica López Benítez (n. Ciudad de México) es una jurista, profesora, académica y escritora mexicana. Desde el 20 de junio de 2022 se desempeña como consejera de la Judicatura Federal. Es socia de la Asociación Mexicana de Juzgadoras, A.C. y fue presidenta de dicha asociación de marzo de 2017 a marzo de 2019. Defensora de los derechos de la mujer y de las personas en situación de vulnerabilidad. 

## Biografía

### Educación
- Profesora de Educación Primaria (1980) por la Escuela Nacional de Maestros.
- Egresada de la licenciatura en Derecho (1985) por la Facultad de Derecho de la Universidad Nacional Autónoma de México, donde se tituló con la tesis «Estudio Socio-Jurídico del Régimen de Responsabilidades de los Servidores Públicos».

### Estudios de posgrado
- Maestría en Gobierno y Políticas Públicas por la Universidad Panamericana (2011), se tituló mediante análisis del caso “Un gobierno dividido”.
- Maestría en Área Jurídico-Penal (1994) por el Instituto Nacional de Ciencias Penales, se tituló con la tesis “La responsabilidad en el juicio de amparo”.
- Doctora en Ciencias Penales y Política Criminal (2005), también por el Instituto Nacional de Ciencias Penales, grado que obtuvo con la tesis “Protección a testigos en el Derecho Penal Mexicano”.

### Carrera judicial
Algunos de los cargos desempeñados como servidora pública incluyen:
- Oficial judicial en los juzgados Primero y Noveno de Distrito en Materia Penal del Primer Circuito, con residencia en México, Distrito Federal.
- Actuaria Judicial en el Juzgado Cuarto de Distrito en Materia Penal del Primer Circuito con residencia en México, Distrito Federal.
- Secretaria en el Juzgado Cuarto de Distrito en Materia Penal del Primer Circuito con residencia en México, Distrito Federal.
- Secretaria comisionada en el Juzgado Segundo de Distrito del Vigésimo Circuito, con residencia en Tuxtla Gutiérrez, Chiapas.
- Secretaria del Segundo Tribunal Colegiado del Décimo Cuarto Circuito, con residencia en Mérida, Yucatán.
- Jueza Segunda de Distrito del Décimo Quinto Circuito, con residencia en Mexicali, Baja California.
- Jueza Primera de Distrito del Décimo Sexto Circuito, con residencia en Guanajuato, Guanajuato.
- Jueza Octava de Distrito en Materia Penal del Primer Circuito, con residencia en México, Distrito Federal.
- Magistrada del Tercer Tribunal Colegiado en Materia de Trabajo del Primer Circuito.
- Magistrada del Noveno y Séptimo Tribunales Colegiados en Materia Penal del Primer Circuito.
- Secretaria Ejecutiva de Vigilancia, Información y Evaluación del Consejo de la Judicatura Federal (2010-2013).

## Obras publicadas
Algunas de sus obras publicadas:
- Acceso de las Mujeres a la Justicia. Violación entre cónyuges desde la perspectiva de la equidad de género. Revista del Instituto de la Judicatura Federal, Núm. 26, 2008. Ed. Formas e imágenes, S. A. de C. V. México 2008.
- Protección de Testigos en el Derecho Penal Mexicano. Ed. Porrúa. 1ª Edición. México 2009.
- Protección de Testigos como Instrumento Operativo en el Combate contra la Delincuencia Organizada. Revista del Instituto de la Judicatura Federal, Núm. 28. Ed. Formas e imágenes, S. A. de C. V. México 2009.
- 'Acceso de las mujeres a la justicia. Políticas públicas en la implementación y ejecución de las órdenes de protección desde la perspectiva de equidad de género. Revista del Instituto de la Judicatura Federal, Núm. 31. Ed. Grupo Editorial Zeury, S. A. de C. V. México 2011.
- La transparencia en la ética judicial. Criterio y Conducta. Revista Semestral del Instituto de Investigaciones Jurisprudenciales y de Promoción y Difusión de la Ética Judicial, Núm. 9, enero-junio 2011. Suprema Corte de Justicia de la Nación. México 2011.
- La trata de personas en la legislación mexicana. Revista Iter Criminis. Instituto Nacional de Ciencias Penales. Núm. 4, Quinta Época, enero-febrero de 2012. México 2012.
- Protección a testigos en el Derecho Penal Mexicano. Editorial Porrúa. 2ª Edición. México 2012.
- Sensibilización y Capacitación: Retos en el Poder Judicial de la Federación para el respeto de los derechos humanos de las mujeres. Segundo Congreso Nacional Juzgar con Perspectiva de Género, Diálogos por la igualdad de género. Memorias. Dirección General de Derechos Humanos, Equidad de Género y Asuntos Internacionales del Consejo de la Judicatura Federal. Poder Judicial de la Federación-Consejo de la Judicatura Federal. México 2013.
- Objetividad y prudencia. Casos Prácticos de Ética Judicial II. Suprema Corte de Justicia de la Nación. México 2013.
- Del dicho al hecho… Acciones afirmativas. Tercer Congreso Nacional Juzgar con Perspectiva de Género. Memorias. Secretaría Ejecutiva del Pleno y de la Presidencia y Dirección General de Recursos Humanos, Equidad de Género y Asuntos Internacionales del Consejo de la Judicatura Federal. Poder Judicial de la Federación-Consejo de la Judicatura Federal. México 2014.
- La transmisión de juicios por televisión en el Poder Judicial de la Federación, como ejercicio de la transparencia proactiva y como práctica ciudadana del Poder. Cuadernos de Trabajo, Serie Marrón, Información General. 1/2015. Instituto de la Judicatura Federal – Escuela Judicial. México 2015.
- Violencia Política contra las mujeres. Ministra de la Suprema Corte de Justicia de la Nación Olga Sánchez Cordero. Estudio en homenaje. Asociación Mexicana de Juzgadoras. Editorial Porrúa. México 2015.
- Acceso de las mujeres a la justicia: Análisis de tres sentencias de la Corte Interamericana de Derechos Humanos desde la perspectiva del derecho a la información. Revista del Instituto de la Judicatura Federal, Num. 39, 2015. Ed. Grupo Editorial Zeury, S.A. de C.V. México 2015.
- Sistemas de jurisprudencia en el juicio de amparo. El juicio de amparo en el Centenario de la Constitución Mexicana de 1917. Pasado, presente y futuro. Tomo II. Instituto de Investigaciones Jurídicas. Universidad Nacional Autónoma de México. México 2017.
- La Constitución Política de los Estados Unidos Mexicanos de 1917: El origen particular de una ley de razón. Revista del Instituto de la Judicatura Federal, Núm. 43. México 2017.
- Problemática entre el juicio de amparo y el sistema penal acusatorio. Editorial Colofón. 1ª Edición. México 2017.
- Reflexiones Sobre la Justicia: Retos y Oportunidades desde la Visión de una Juzgadora. Editorial Colofón. 1ª Edición. México 2018.
- La Voz de la Igualdad (On the Basis of Sex 2018). Cine y Ciencias Penales. Instituto Nacional de Ciencias Penales. 1ª Edición. México 2019.
- La Violencia contra las Mujeres y su Tipificación: Nuevos Retos en la Procuración de Justicia. Revista electrónica. Serie Género y Procuración de Justicia. Fiscalía General de la República. 3ª número, 1ª. Edición, noviembre 2019. México 2019.
- Ruth Bader Ginsburg. Revista El Mundo del Abogado. Año 22, núm. 258, octubre 2020. México 2020.
- Pintura y Ciencias Penales (El juicio de George Jacobs). Instituto Nacional de Ciencias Penales. 1ª. Edición. México 2020.
- Mujeres en la justicia (La acción de inconstitucionalidad 54/2018 y propuesta para legislar el derecho de las minorías). Suprema Corte de Justicia de la Nación. Año I, número 2, mayo-agosto 2022. México 2022.
- Oportunidades y retos del servicio de defensoría pública: un ejercicio comparado. Revista del Centro de Estudios Constitucionales de la Suprema Corte de Justicia de la Nación. Año VII, número 14, enero-junio 2022. México 2022.